# 王舒
王 舒（おう じょ、生年不詳 - 咸和8年6月26日（333年7月24日））は、中国の東晋の官僚・軍人。字は処明。本貫は琅邪郡臨沂県。 西晋の侍御史王会（王導・王敦の叔父）の子。東晋に仕え、王敦の乱・蘇峻の乱において、反乱鎮圧に貢献した。

## 生涯
幼い頃から従兄の王敦にその才覚を認められていたが、当時の情勢が不穏のため、家に引きこもって学問に専念していた。40歳を過ぎた頃、州や太傅から辟召令があったが、これに応じることはなかった。
永嘉元年（307年）11月、王敦が青州刺史に任じられると、これに従って青州に赴いた。
琅邪王司馬睿（後の元帝）が南遷して建業（後の建康）に鎮すると、親族・家族・兄弟らとともに長江を渡って司馬睿に仕えた。鎮東参軍に任じられ、溧陽県令に補せられた。
永嘉7年（313年）、司馬睿の子の司馬紹（後の明帝）が東中郎将となり広陵に鎮すると、王舒は属官として司馬に任じられた。
後将軍司馬裒の属官に転じ、諮議参軍に任じられた。軍司に遷るが、固辞して受けなかった。
建武元年（317年）3月、車騎将軍司馬裒が広陵に鎮すると、再び属官として司馬に任じられた。10月、司馬裒が死去すると、王舒は代わって北中郎将・監青徐二州諸軍事に任じられ、広陵に鎮した。
大興3年（320年）9月、後趙の将の徐龕討伐に失敗した建威将軍蔡豹が敗退の罪を謝するため、建康に赴こうとした。王舒はこれを留めた。元帝は蔡豹の敗退を聞き、収監のために使者を遣わした。王舒は夜間に兵を率いて蔡豹を包囲した。蔡豹は部下を率いて応戦しようとしたが、詔があると聞き、手出ししなかった。王舒は捕らえた蔡豹を建康に送った。蔡豹は建康で斬られた。
建康に召還されて、国子博士に任じられ、散騎常侍を加えられた。任官しないうちに少府へ転じた。
太寧元年（323年）、廷尉に任じられた。子の王允之から丞相王敦・参軍銭鳳の策謀を知った王舒は、尚書令王導とともに明帝に内容を告げた。明帝は密かに王敦への備えを始めた。
11月、王敦の上表により、鷹揚将軍・護南蛮校尉・監荊州沔南諸軍事・荊州刺史に任じられた。
太寧2年（324年）7月、朝廷側に敗れた驃騎大将軍王含・武衛将軍王應（王敦の養子で王含の実子）が、親族である王舒を頼って荊州へ逃げ込んだ。王舒は軍を派遣して王含らを迎え入れ、その後、長江に沈めて溺死させた。その後、仮節・平西将軍・都督荊州諸軍事に進んだ。
太寧3年（325年）5月、征南大将軍陶侃に代わり、安南将軍・都督広州諸軍事・広州刺史に任じられた。病のため、赴任もままならず、朝廷も配慮して湘州刺史に任じ、持節・都督・将軍はそのままとされた。
咸和元年（326年）4月、尚書左僕射鄧攸に代わり、尚書僕射に任じられた。
冠軍将軍蘇峻が大司農として朝廷に召還されることになり、司徒王導は外援として用いるため、王舒を撫軍将軍・会稽国内史に任じ、中二千石の秩禄を給した。
咸和2年（327年）11月、蘇峻の乱が起こると、仮節・都督に任じられ、揚州刺史の職務を代行した。
咸和3年（328年）5月、驃騎将軍蘇峻は尚書張闓を東方に遣わした。張闓は王導から、義兵を組織して天子を救えとの皇太后の密命を帯びていた。これを受けた王舒は逃げてきた前呉国内史庾冰を行奮武将軍、御史中丞謝藻を行龍驤将軍・監前鋒征討諸軍事に任じ、1万の兵を率いて浙江を渡河させた。呉興郡太守虞潭・呉国内史蔡謨・前義興郡太守顧衆・護軍参軍顧颺らも王舒らの挙兵に応じた。王舒は顧衆を揚威将軍・都督呉中諸軍事、顧颺を監晋陵諸軍事に任じ、庾冰らの後続となって西進した。
蘇峻は王舒らの起兵を知ると、張健ら数千の兵を東方に派遣した。反乱軍は庾冰らを破り、府舎を焼き、諸県を略奪した。王舒は敗戦の罪により、庾冰・顧颺軍の主だった者を処刑した。庾冰や顧颺の都督の任を解き、無官のまま軍務を代行させた。また、顧衆を都督呉中晋陵諸軍事として、章埭に兵を駐屯させた。
虞潭や顧衆らが蘇峻軍の将の管商に敗れると、王舒は将軍の陳孺に1千の兵で海浦に塁壁を築いて守らせた。
鎮圧軍の盟主となった陶侃は上表して、王舒を監浙東諸軍事に任じ、同じく都督揚州八郡諸軍事に任じられた車騎大将軍郗鑒の節度を受けることとなった。
王舒らは蘇峻軍と幾度か戦ったが、戦況は不利であった。ある人が建康に帰るよう王舒に勧めたが、聞き入れなかった。王舒は謝藻に銭唐を守らせ、顧衆・顧颺に柴壁を守らせた。
反乱軍が再び東遷してくると、王舒は子の王允之を行揚烈将軍に任じ、将軍の徐遜・陳孺・揚烈司馬朱燾らに精鋭3千を与え、武康にいる反乱軍を急襲させた。不意をつかれた反乱軍は斬首数百の被害を出して敗走した。
臨海郡・新安郡らの諸県で蘇峻の乱に呼応する動きがあったが、王舒は兵を派遣して、これらを平定した。
陶侃らが建康に入ると、王舒や虞潭らはたびたびの敗戦の罪を上書して、自ら節を返上した。陶侃が使者を派遣して諭したが、聞き入れなかった。
10月、陶侃が行台を立てると、王舒を監浙東五郡諸軍事に任じた。
咸和4年（329年）、蘇峻の乱が鎮圧されると、功績により彭沢県侯に封じられた。
咸和8年6月甲辰（333年7月24日）、在官のまま死去した。車騎大将軍・儀同三司を贈位され、穆と諡された。

## 人物・逸話
- 永嘉元年（307年）12月、王敦が秘書監[3]に任じられて洛陽に帰ることになった。しかし、経路は険しく寇難が予想されたため、王敦は妻の襄城公主を親族らに委ねて軽騎で洛陽に向かった。輜重には王敦の荷物や財宝が多く残っており、親族らは競ってこれらを取り合ったが、王舒だけは見向きもしなかった。王敦は後にこの行為を知り、王舒を高く賞した[4]。
- 王敦の乱の後に、王含らは逃走先を決める際、王含は荊州刺史王舒がいる荊州、王應は江州刺史王彬がいる江州を主張した。王含は王敦と王彬の間に諍いがあり、荊州に行くのが最善だと述べた。王應は強き者に流されぬ強さが王彬にあり、王舒は規律に厳しいため、自分らを匿えないと述べた。結局、王含らは荊州に赴き、王舒によって長江に沈められた。王彬は王含らが来ることを予期して、船を用意して待っていたが、事の顛末を知り、これを非常に残念に思った[5]。
- 会稽国内史に任じられた際、王舒は会稽の『会』が父の名と重なるため、他郡への赴任を上疏した。朝廷が会稽を鄶稽と改めたため、王舒はやむなく従った[4]。
- 王敦は司馬睿に上表して、王舒は人品簡正にして、真に風雅な人であり、弟の王邃より優れていると評した[6]。
- 『世説新語』を注釈した南朝梁の文人の劉孝標は識鑒編15において『親族を売って身の安全を図るとは、王舒は人間ではない』と酷評している[7]。

## 家系

### 父
- 王会

### 弟
- 王邃 - 字は処重

### 子女
- 王晏之 - 長男、蘇峻の乱時、護軍参軍であったが、殺害された。
- 王允之 - 次男、字は淵猷